# Traité de Berlin (7 mars 1918)
Vous lisez un « bon article » labellisé en 2018.
Pour les articles homonymes, voir Traité de Berlin.
Le traité de paix entre la Finlande et l'Allemagne est signé à Berlin le 7 mars 1918 par les plénipotentiaires de ces deux pays ; à l'instar d'autres États, le Reich allemand y reconnaît notamment l'indépendance du royaume de Finlande. Bien que reconnue par les Allemands, l'indépendance du royaume est cependant battue en brèche par les initiatives allemandes dans la région : bénéficiant d'une situation intérieure troublée en Finlande, les négociateurs mandatés par le gouvernement du Reich imposent au Premier ministre finlandais, Pehr Evind Svinhufvud, une tutelle allemande, plaçant la Finlande sous un triple contrôle politique, économique et militaire, renforçant et pérennisant l'influence économique du Reich dans le pays.

## Contexte

### La Finlande au sein de l'Empire russe, de l'autonomie à l'indépendance
Lié à la couronne russe par une union personnelle, le grand-duché de Finlande dispose d'une certaine autonomie au sein de l'Empire russe ; le tsar de Russie, grand-duc de Finlande, est représenté sur place par un gouverneur général, responsable devant le secrétaire d'État aux affaires finlandaises. Autonome, le grand-duché possède ses institutions, sa monnaie, le mark finlandais, et, à partir de 1869, son armée, engagée aux côtés de l'armée impériale russe dans les conflits auxquels participe l'empire des tsars.
Cependant, cette autonomie est contestée par le pouvoir russe : Piotr Stolypine mène en effet une intense politique de russification dont les effets se font sentir dans le grand-duché ; cette action, renforcée après la révolution de 1905, s'avère rapidement vouée à l'échec. Pour appuyer cette politique, le pouvoir central de Saint-Pétersbourg met en place au fil des années du règne de Nicolas II une politique d'uniformisation législative entre le grand-duché et le reste de la Russie, tout en réprimant les libertés finlandaises, octroyées lors de l'annexion du territoire finlandais à la Russie, en 1809 : la loi du 17 juin 1910 redéfinit les liens entre les deux monarchies, plaçant le grand-duché sous une forte tutelle du gouvernement de Saint-Pétersbourg, inaugurant une crise politique majeure en Finlande,.
Cette politique est rapidement remise en cause par le gouvernement issu de la révolution de Février : en effet, dès le 19 mars 1917, le gouvernement provisoire annonce la fin de la politique de russification, la convocation d'une assemblée constituante et la garantie de l'autonomie de la Finlande au sein de la République russe. Durant l'été, anticipant la chute du gouvernement provisoire, les élus de la diète finlandaise adoptent une loi proclamant la souveraineté des institutions finlandaises.
Au cours de l'année 1917, la diète finlandaise décide rapidement de maintenir ses liens avec la Russie, dans le cadre de la nouvelle politique de minorités mise en œuvre après la révolution de Février ; cependant, les élections qui se tiennent en Russie en octobre 1917 donnent la majorité aux conservateurs, partisans de la rupture des liens séculaires avec la Russie. Cette nouvelle majorité affiche son indépendantisme : le chef de la majorité conservatrice, Pehr Evind Svinhufvud, remet en cause la participation du gouvernement finlandais aux travaux de l'assemblée constituante russe le 4 décembre 1917, deux jours avant le vote par la diète d'une loi proclamant l'indépendance ; cette indépendance est immédiatement reconnue par le gouvernement russe nouvellement installé, suivi par la République française, l'Empire allemand et le royaume de Suède le 4 janvier 1918,.
Enfin, conformément aux dispositions imposées aux négociateurs russes à Brest-Litovsk, le gouvernement bolchevik renonce à toute souveraineté sur le territoire du grand-duché et doit ordonner l'évacuation de la Finlande, laissant ainsi le champ libre à une intervention militaire allemande.

### Guerre civile finlandaise

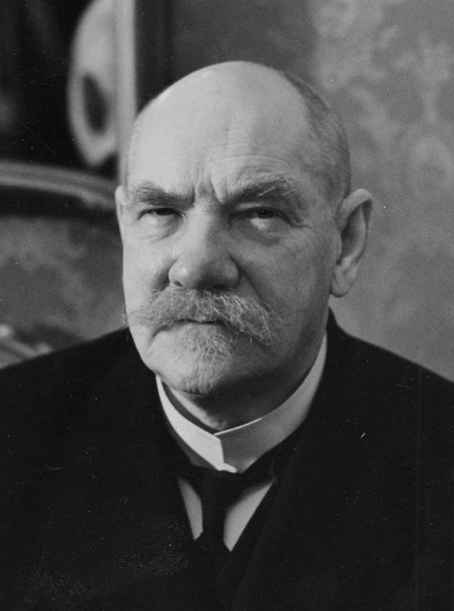
Pehr Evind Svinhufvud s'appuie sur le Reich pour écraser les révolutionnaires finlandais.

Parallèlement à l'indépendance du pays, différents partis se disputent le pouvoir, les socialistes, soutenus par le gouvernement révolutionnaire de Petrograd, et les conservateurs, dont le gouvernement, réduit, se retire à Vaasa, pour organiser la contre-offensive. Divisés, les conservateurs, à l'initiative de Pehr Svinhufvud, demandent l'intervention des troupes allemandes, faisant peu de cas des exigences de Mannerheim : ce dernier estime pouvoir défaire le gouvernement socialiste finlandais en levant des paysans organisés au sein d'unités de gardes blancs. Appelé en renfort, le gouvernement allemand saisit alors l'opportunité pour étendre l'influence du Reich au nord de la Baltique, en déployant sur place une unité prussienne jusqu'alors déployée dans les pays baltes occupés par le Reich.
Appuyés par des unités allemandes déployées sur place, le gouvernement retiré à Vaasa emporte facilement la décision face à des gardes rouges mal organisés et sous-équipés en vivres et en matériel.

### La Finlande et leReich

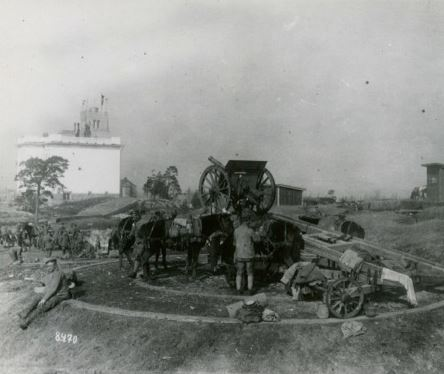
Batterie allemande déployée dans la région d'Helsinski le 13 avril 1918 guerre mondiale.

Fortement implantés dans l'Empire russe avant le déclenchement des hostilités, les hommes d'affaires allemands contrôlent également une large part de l'économie finlandaise ; de plus, les conservateurs finlandais, privés de soutien populaire et conscients de leur isolement parmi la population du grand-duché, sont à la recherche de soutiens extérieurs capables de remplacer le pouvoir impérial russe comme étai de leur mainmise sur la société finlandaise.
Ainsi placée dans une situation équivoque, la noblesse du grand-duché de Finlande se divise durant le conflit : Carl Gustaf Mannerheim commande des unités finlandaises de l'armée russe déployées dans les Carpates, tandis que 1 500 « patriotes finlandais », appartenant au mouvement Jäger, comptant sur le soutien du Reich pour conforter l'indépendance finlandaise, se rendent à Berlin durant l'année 1915 : instruits dans l'Armée impériale allemande, ils sont regroupés au sein du 27e bataillon royal prussien de chasseurs (Jäger). Ce soutien est destiné à préparer l'absorption de la Finlande dans la zone d'influence que le Reich aspire à se tailler à l'Est depuis 1914.

Cependant, avant le déclenchement de la révolution d'Octobre, le gouvernement du Reich se montre irrésolu et imprécis sur la nature et l'ampleur de l’intégration de la Finlande à la Mitteleuropa. Mais cette imprécision n'empêche pas les appétits des partisans de la constitution d'un vaste ensemble européen sous direction allemande de s'aiguiser après la prise du pouvoir par les Bolcheviks. En Finlande, comme dans le reste des territoires anciennement russes, il apparaît préférable à Richard von Kühlmann, alors secrétaire d'État aux Affaires étrangères, de privilégier une tutelle économique réelle à une tutelle politique et militaire, même si cette dernière se trouve garantie par des traités valables sur une longue durée. Le secrétaire d'État considère cette seconde option avec circonspection, cette position constituant un facteur supplémentaire de friction avec les dioscures, Paul von Hindenburg et Erich Ludendorff, partisans de la signature de traités d'alliance politique et militaire avec les nouveaux États créés à la suite des pertes territoriales russes définies à Brest-Litovsk.
Durant le mois de novembre 1917, Edward Hjelt, membre de l'université finlandaise, se rend à Bad Kreuznach, alors siège de l'OHL, pour fixer avec Erich Ludendorff les conditions d'une indépendance finlandaise garantie par le Reich. Ainsi, dès le 30 janvier 1918, pour garantir l'indépendance finlandaise, le 27e bataillon de chasseurs, composé de Finlandais, est déployé sur place, bénéficiant d'un soutien logistique de l'Armée allemande : cette unité, officiellement déployée à la demande du gouvernement finlandais, doit à la fois bloquer l'avance du contingent britannique installé à Mourmansk et contrer les velléités expansionnistes du nouveau gouvernement russe en direction de la Baltique.
Parallèlement à ces pourparlers, le gouvernement du Reich, notamment Richard von Kühlmann, aspire à voir le Reich contrôler étroitement la Finlande, alors érigée en tremplin destiné à faciliter la pénétration de l'influence du Reich en Russie.

## Clauses
Le traité du 7 mars est en réalité composé de trois traités distincts, un traité politique, un traité de commerce entre le nouvel État indépendant et le Reich et un traité additionnel, destiné à rester secret ; cependant, ces trois traités contiennent des clauses qui imbriquent ces accords les uns dans les autres.

### Le traité politique
Le traité politique reconnaît officiellement l'indépendance de la Finlande, mais lie la politique étrangère du nouvel État indépendant à l'accord de Berlin : les échanges entre le gouvernement finlandais et le gouvernement d'un État tiers doivent recevoir l'aval de la diplomatie allemande avant toute prise de contact.
Chacun des signataires renonce également à exiger de l'autre le versement d'indemnités de guerre, tout en s'accordant sur le règlement des coûts générés par l'intervention allemande dans le conflit intérieur finlandais. Ces coûts sont supportés pour trois quarts par le royaume de Finlande, le reste demeure à la charge du Reich ; le nouveau royaume n'étant pas en mesure d'y faire face, ces coûts sont financés par des emprunts à court, moyen et long terme placés auprès de banques allemandes et par la mise en place d'accords de compensation entre les deux États.
Enfin, la Finlande ne peut céder aucune portion de son territoire sans l'accord du chancelier du Reich, alors que la situation politique en Russie rend incertaines les frontières du nouvel État. Dans les faits, cette disposition donne au gouvernement allemand un rôle essentiel dans la délimitation des frontières finlandaises, celles-ci pouvant être l'enjeu d'une transaction future entre le Reich et le gouvernement russe reconnu par le Reich,.

### Le traité de commerce
Le « traité de commerce et de navigation » conclu entre le Reich et la Finlande reconnaît à chacun des deux États la réciprocité des droits, dans le cadre d'un accord de libre échange.
Le Reich et la Finlande doivent donc mettre en place des relations commerciales comparables à celles entre deux pays en paix, le traité proscrivant de manière explicite toute forme de guerre économique entre les deux signataires. Les hommes d'affaires allemands et finlandais disposent ainsi de la possibilité de s'établir en Finlande et dans le Reich avec les mêmes droits et obligations.
Ensuite, la guerre économique étant proscrite entre les deux partenaires, les Allemands parviennent à imposer aux négociateurs finlandais la mise en œuvre de la clause de la nation la plus favorisée ; en effet, ils font stipuler dans le traité de commerce le principe de non-discrimination, autorisant de la façon la plus large possible le commerce finlandais avec des pays tiers : cette clause donne ainsi aux producteurs finlandais un libre accès au marché allemand.
Ce traité de commerce établit les tarifs douaniers entre le Reich et le nouvel État et fixe les modalités de leur calcul et de leur perception. Ainsi, le tarif russe valable le 1er janvier 1914 est rétabli entre la Finlande et le Reich. Enfin, la Finlande dispose de la possibilité de prélever en or le montant des droits de douane sur les marchandises en provenance du Reich, permettant au nouveau royaume de constituer un stock d'or, garant de la stabilité de sa monnaie, le mark finlandais, et de l'indépendance du pays.
Cette égalité théorique masque mal les possibilités offertes au Reich pour mener à bien sa politique de contrôle à distance de la Finlande : la reconnaissance de la réciprocité des droits n'empêche pas le Reich, fortement industrialisé, de contrôler strictement l'économie finlandaise, par le simple jeu de la balance excédentaire du commerce extérieur au profit de l'Allemagne, autorisant le maintien de la forte dépendance commerciale dans laquelle était placée la Finlande vis-à-vis du Reich avant le déclenchement du conflit.

### Le traité secret
Le gouvernement provisoire finlandais renforce son lien avec le Reich par la signature d'un traité additionnel secret, dernier volet du traité du 7 mars.
Ce traité engage la Finlande à refuser l'installation de tout point d'appui étranger sur son sol, mais reconnaît au Reich la possibilité d'en établir pour son compte, pour faire pièce à l'occupation britannique qui s'installe à Arkhangelsk,.
Il est également stipulé un soutien militaire allemand aux conservateurs finnois, alors engagés dans une confrontation avec les communistes finlandais. Le traité mentionne plusieurs biais pour ce soutien : un soutien financier, un soutien logistique et le déploiement de troupes sur place. La régence se voit ouvrir des lignes de crédit auprès de la Reichsbank, autorisant le financement par le gouvernement conservateur finlandais d'importations d'armes et de munitions en provenance du Reich. Le transport de ces fournitures militaires, financé par ces crédits, est assuré depuis Dantzig par la marine marchande et la marine de guerre allemandes.

## Application et conséquences
Conclu tardivement, alors que le Reich est engagé dans une course contre la montre avec les Alliés occidentaux, le traité entre le Reich et la Finlande rentre certes en vigueur, mais son application est très limitée dans le temps. En effet, les clauses de l'armistice du 11 novembre 1918 obligent le Reich à dénoncer l'ensemble des traités conclus avec la Roumanie, la Russie et la Finlande.

### Entrée en vigueur
Dès sa signature, Paul von Hindenburg n'envisage pas d'intervention rapide et massive de l'Armée allemande en Finlande, décevant les attentes des conservateurs finlandais ; le maréchal allemand justifie ce choix tactique et stratégique par les difficultés anticipées pour le déploiement d'unités au nord du golfe de Botnie, encore partiellement pris par les glaces au mois de mars 1918.
Dans le même temps, les participants au conseil de la couronne allemande du 12 mars, auquel assistent les Dioscures, jugent prudent d'attendre la ratification du traité de paix entre la Russie et les puissances centrales par le gouvernement de Lénine pour autoriser la ratification de cet autre traité.
Enfin, le traité de commerce n'a pas précisément défini les détails des relations économiques et commerciales que sont appelés à entretenir le Reich et la Finlande. Ainsi, rapidement, des négociations économiques et commerciales sont ouvertes. Dans ce cadre, les Finlandais défendent pied à pied les intérêts du nouvel État face aux négociateurs allemands, obtenant ainsi des conditions plus favorables que celles initialement prévues : par exemple, le taux de change est ainsi modifié, surévaluant le mark finlandais par rapport au reichsmark, tandis que le prix du bois finlandais exporté vers le Reich est fixé pour une période s'achevant le 31 décembre 1923.

### Caducité

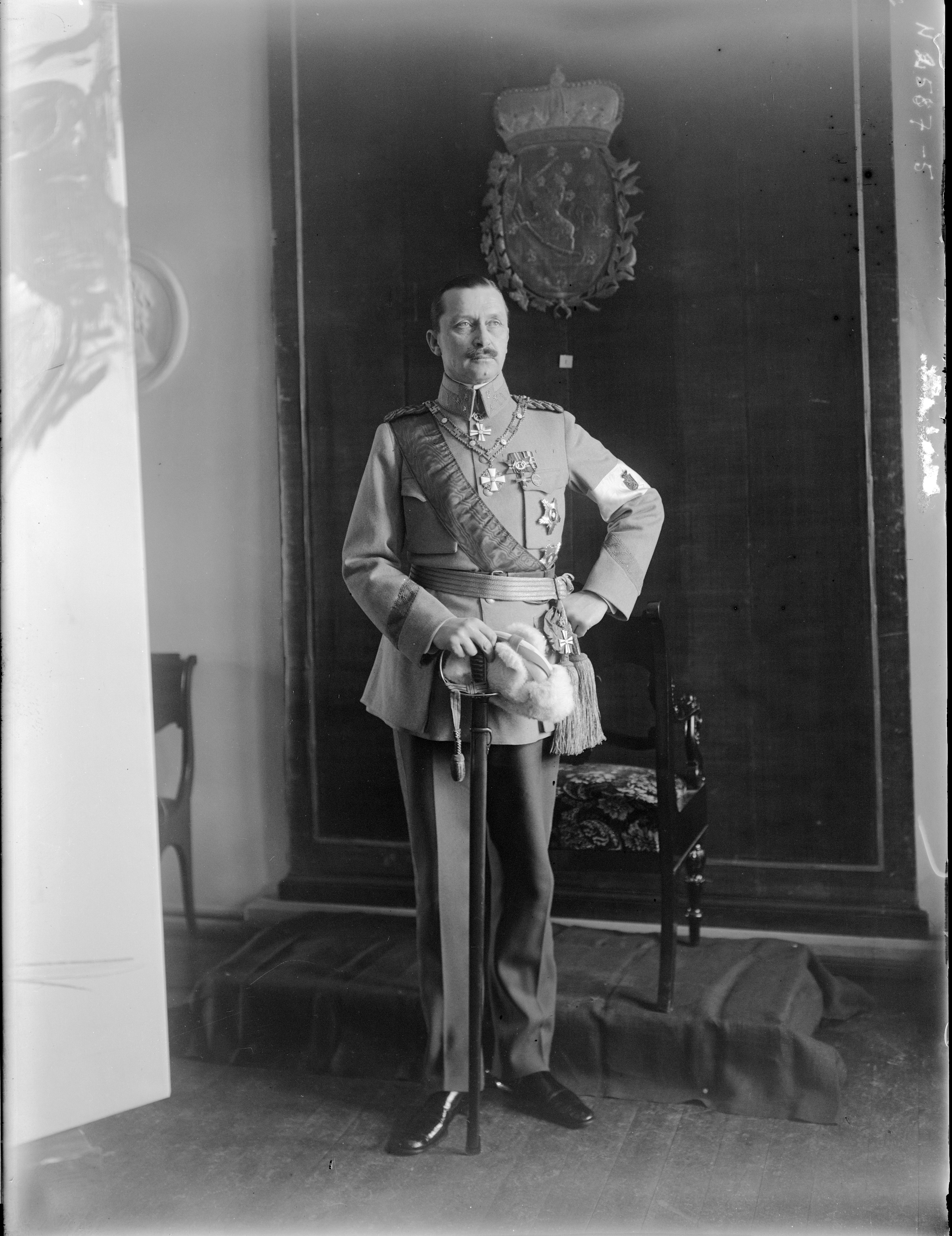
Carl Gustaf Mannerheim, ici en 1919, parvient à garantir l'indépendance finlandaise en se rapprochant des Alliés.

Les traités du 7 mars entre le Reich et la Finlande ne sont pas destinés à connaître le même sort ; en effet, les traités politique et militaire sont promis à une application de longue durée ; le « traité de commerce et de navigation » est plus destiné à servir de base à un accord plus complet destiné à être conclu à l'issue de négociations ultérieures.
Cependant, l'évolution de la situation militaire dans les Balkans, en Italie et sur le front occidental remet rapidement en cause ces projets. Ainsi, au cours du mois de septembre 1918, les responsables politiques et militaires du Reich espèrent encore conserver l'édifice bâti dans l'Est de l'Europe depuis la paix de février au profit du Reich. Le vice-chancelier Friedrich von Payer et le secrétaire d'État Paul von Hintze, soutenus par Gustav Stresemann, se montrent déterminés à défendre les acquis orientaux du conflit : ces ministres tentent ainsi dans un premier temps d'utiliser l'assemblée nationale finlandaise, composée de conservateurs favorables au Reich, pour légitimer le maintien de l'influence allemande dans le pays, sans succès. Dans un second temps, en octobre, le nouveau gouvernement impérial tente de monnayer le soutien logistique du Reich à une intervention militaire contre le régime soviétique en échange du maintien d'une partie de l'édifice bâti par les plénipotentiaires allemands dans les anciennes périphéries occidentales de l'Empire russe.
Ces tentatives de dernière minute pour conserver au Reich les résultats obtenus par la diplomatie impériale depuis la paix avec la Russie soviétique se heurtent rapidement à l'intransigeance des Alliés victorieux,. Suscitant l'opposition farouche des Alliés et de Mannerheim, le traité du 7 mars ne survit pas à la défaite du Reich : en effet, l'armistice entre le Reich et les Alliés oblige le nouveau gouvernement allemand, responsable d'un Reich vaincu, à dénoncer de façon unilatérale le traité du 7 mars dès le lendemain de l'armistice, le 12 novembre 1918.
Enfin, les voyages à Londres et Paris de Mannherheim, hostile à la mise sous tutelle de la Finlande au profit du Reich, sensibilisent les Alliés au sort de son pays ; bénéficiant dès lors du soutien des Alliés, ce dernier renverse le régent le 12 décembre 1918, le germanophile Pehr Evind Svinhufvud, puis, en mai 1919, proclame la république.

### Conséquences
Au cours de l'été 1918, le résultat des négociations germano-finlandaises dépend de l'issue des opérations sur le front de l'Ouest ; cependant, même mis à mal, cet accord contribue à renforcer durablement les liens entre le Reich et la Finlande.
De plus, bénéficiant de l'évolution de la situation militaire à partir du mois d'août 1918, les Français annoncent en octobre la rupture de leurs relations avec le régent et son gouvernement, privilégiant Mannerheim. Cette rupture oblige le gouvernement finlandais, mal perçu par les gouvernements alliés, à multiplier les initiatives en direction de ces derniers : Mannerheim demande l'envoi de missions diplomatiques et militaires alliées, en mesure de participer à l'organisation de l'Armée finlandaise et de tenter de réduire à néant l'influence allemande encore très forte sur place malgré la défaite du Reich.